# العلاقات العراقية الإندونيسية
العلاقات العراقية الإندونيسية وهي العلاقات الدولية بين دولتي العراق و إندونيسيا، حيث لدى العراق سفارة في جاكارتا ولدى إندونيسيا سفارة في بغداد، ولدى إندونيسيا قنصلية في أربيل، كما أن إندونيسيا هي أكبر دولة إسلامية بعدد السكان و العراق أيضا ذو أغلبية إسلامية و العلاقات بدأت منذ سنة 1950 بعد استقلال إندونيسيا، وكلا البلدان عضوان في حركة عدم الانحياز و في منظمة التعاون الإسلامي.

## تاريخ العلاقات
غداة الحرب العالمية الثانية في سنة 1945 كان العراق من أوائل الدول المعترفة بإستقلال إندونيسيا، وإندونيسيا أبقت سفارتها مفتوحة في العراق رغم كل الآزمات التي مر بها من الحرب العراقية الإيرانية و حرب الكويت، كما أنها وقفت ضد قرار غزو العراق، وفي 2003 خرج أكثر من 50 ألف إندونيسي في مظاهرات ضد قرار تهديدات الولايات المتحدة بمهاجمة العراق، في 2003 أقفلت السفارة الإندونيسية في بغداد بسبب التهديديات الإرهابية، وأعيد فتحها في يونيو حزيران 2011.